# TUI fly Nordic
TUIfly Nordic (раніше Britannia Nordic) — чартерна авіакомпанія, що базується в Швеції. Сучасна назва авіакомпанія отримала 1 травня 2006 року. Авіакомпанія виконує чартерні вихідні рейси з аеропортів Данії, Фінляндії, Норвегії і Швеції. Авіакомпанія тісно співпрацює з низкою провідних туроператорів Скандинавії: Star Tour (в Данії і Норвегії), Fritidsresor (у Швеції) і Finnmatkat (у Фінляндії). Маршрутна мережа авіакомпанії включає направлення на Канарські острови, Єгипет, Грецію, Середземномор'ї і Таїланд.

## Історія
Спочатку авіакомпанія була організована в 1985 році, і виконувала рейси під маркою іншої авіакомпанії — Transwede Airways. У 1996 році, частина авіакомпанії, що займається чартерними перевезеннями, була придбана шведським туроператором Fritidsresor, і перейменована в Blue Scandinavia.
У 1998 році, після того як Fritidsresor був придбаний британською туристичною компанією Thomson Travel Group, контроль над Blue Scandinavia отримала Britannia Airways, а авіакомпанія була перейменована в Britannia AB, а дещо пізніше стався її ребрендинг в Britannia Nordic. У 2000 році німецький концерн Preussag (згодом TUI) купила Thomson Travel Group. У листопаді 2005 року, авіакомпанія знову піддалася ребрендингу, ставши Thomsonfly, а в травні 2006 року, відповідно до нової маркетингової стратегії TUI Group, перейменована в TUIfly Nordic.
Іноді логотипи туроператорів Fritidsresor і Star Tour розташовуються на фюзеляжах літаків TUIfly Nordic, тим самим показуючи роль компаній, як одних з провідних туроператорів Скандинавії.

## Флот

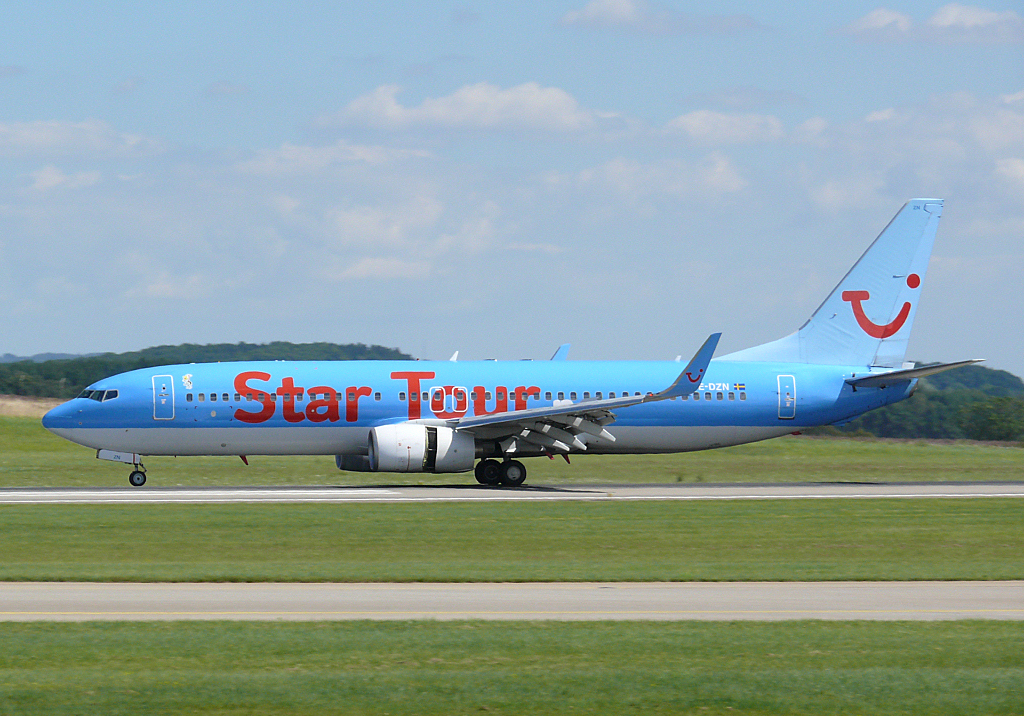
Боїнг 737-800 (SE-DZN) TUIfly Nordic (використовується турфірмою Star Tour) на ЗПС Мальме

Флот авіакомпанії (на 1 серпня 2009 року) складається з шести літаків:
- 3 Боїнга 737-800
- 2 Боїнга 757-200
- 1 Боїнга 767-300ER (плюс ще один літак використовується авіакомпанією Thomson Airways).

В середині 2009 року середній вік літаків TUIfly Nordic склав 11,3 року. Взимку 2008 року TUIfly Nordic орендувала два Боїнга 767-300ER у Thomsonfly для використання на різних чартерних маршрутах. Обидва вони були повернуті знову утвореної Thomson Airways.

## Маршрутна мережа
На 29 березня 2009 року авіакомпанія здійснювала рейси в:
- Швецію (Стокгольм, Гетеборг, Мальме, деколи в інші аеропорти країни)
- Данію (Копенгаген)
- Норвегію (Осло, Берген, інколи в інші аеропорти)
- Фінляндію (Гельсінкі)
- Болгарію (Бургас)
- Камбоджу (Пномпень)
- Кабо-Верде (Боавішта, Сал)
- Кіпр (Ларнака)
- Домініканську Республіку (Самана)
- Єгипет (Хургада, Шарм-ель-Шейх)
- Грецію (Ханья, Керкіра, Каламата, Родос, Самос)
- Італію (Рим, Сардинія, Сицилія)
- Марокко (Агадір)
- Мальдівську Республіку (Мале)
- Маврикій (Маврикій)
- Португалію (Фару)
- Іспанію (Канарські острови — Гран-Канарія, Лансароте, Тенерифе; Пальма-де-Майорка)
- Таїланд (Бангкок, Крабі, Пхукет, Сураттхані)
- Туреччину (Анталья, Даламан)
- ОАЕ (Дубай)
- Венесуелу (Маргарита)
- США (Форт-Лодердейл)